# Wicehrabia Falmouth
Wicehrabia Falmouth (ang. Viscount Falmouth) - tytuł szlachecki stylizowany dwukrotnie - najpierw w Anglii, następnie w Wielkiej Brytanii.

## Informacje ogólne
- Dodatkowym tytułem wicehrabiego Falmouth jest baron le Despencer (od 1891 r.)
- Rodową siedzibą wicehrabiów Falmouth jest Tregothnan niedaleko Truro

## Lista wicehrabiów Falmouth
Wicehrabiowie Falmouth 1. kreacji (parostwo Anglii)
- 1674–1716: George FitzRoy

Wicehrabiowie Falmouth 2. kreacji (parostwo Wielkiej Brytanii)
- 1720–1734: Hugh Boscawen, 1. wicehrabia Falmouth
- 1734–1782: Hugh Boscawen, 2. wicehrabia Falmouth
- 1782–1808: George Evelyn Boscawen, 3. wicehrabia Falmouth
- 1808–1841: Edward Boscawen, 1. hrabia Falmouth
- 1841–1852: George Henry Boscawen, 2. hrabia Falmouth
- 1852–1889: Evelyn Boscawen, 6. wicehrabia Falmouth
- 1889–1918: Evelyn Edward Thomas Boscawen, 7. wicehrabia Falmouth
- 1918–1962: Evelyn Hugh John Boscawen, 8. wicehrabia Falmouth
- 1962 -: George Hugh Boscawen, 9. wicehrabia Falmouth

Następca 9. wicehrabiego Falmouth: Charles Richard Boscawen